# Station Schweighouse-sur-Moder
Station Schweighouse is een spoorwegstation in de Franse gemeente Schweighouse-sur-Moder.